# Lope Vázquez de Acuña y Carrillo de Albornoz
Lope Vázquez de Acuña y Carrillo de Albornoz (m. ¿Castil de Acuña, 1487?), I duque de Huete y conde de Viana.

## Biografía
Era el menor de los hijos de Lope Vázquez de Acuña el Viejo (m. 1447), I señor de Buendía, y su esposa Teresa Carrillo y Albornoz, señora de Paredes. Camarero mayor de las armas, al parecer, desde 1453, con 4000 maravedíes anuales de quitación. El 10 de diciembre de 1462, por donación de Enrique IV, recibió la merced de 400 vasallos en tierra de Cuenca, y especialmente en Villanueva de Alcorcón, Piedralueche, Montiel, La Cereceda y La Puerta, la cual le sería confirmada en tres ocasiones: 14 de abril de 1463, 3 de septiembre de 1469 y —ya por los Reyes Católicos— el 20 de octubre de 1477. El 18 de octubre de 1464, desde Madrid, el mismo monarca le concedió la villa y monte de Anguix, con su castillo, lugar y términos.
En 1464 tomó posesión de la fortaleza de Huete por encargo de Juan Pacheco, marqués de Villena y tutor del infante don Alfonso. Seguidor de su causa, Alfonso le concedió la alcaidía del lugar —con una quitación de 60 000 maravedíes de salario— y diversas rentas en moneda entre 1465 y 1466, y además le nombró su primogénito oficial del cuchillo y alcalde de los hijodalgos. Los abusos de poder sobre los vecinos motivaron por entonces sendas incursiones militares por parte de las hermandades de Moya y Requena y del capitán García Méndez de Badajoz, ambas desbaratadas eficazmente por su hermano, el arzobispo de Toledo.
En noviembre de 1474 recibió del monarca Enrique IV el señorío de Huete, su tierra, fortaleza y vasallos en agradecimiento a su lealtad («leal y buen amigo») y a sus servicios, especialmente en la liberación del marqués de Villena, según le tenía prometido como «leal caballero», por juro de heredad, junto con el título ducal de la misma ciudad, que podría utilizar desde el día de Navidad, para él y sus sucesores.
Sin embargo, no llegó a ostentar esta dignidad por mucho tiempo, pues los Reyes Católicos lo presionaron para que el 16 de diciembre de 1476 entregara la ciudad de Huete a Gonzalo Dávila. A cambio de esto, por carta del 9 de junio de 1477, recibió un juro de 150 000 maravedíes para él y sus herederos en las rentas que quisiere señaladamente: 100 000 mrs. en el arzobispado de Sevilla —con el obispado de Cádiz— y 50 000 mrs. en el obispado de Córdoba. De los 50 000 mrs. del obispado cordobés, Lope Vázquez suplicó que 43 000 mrs. le fueran pagados antes que otros, 30 000 mrs. en las alcabalas y tercias de Azañón y Viana, y 13 000 mrs. en las alcabales y tercias de Mantiel, La Puerta, La Cereceda y Piedralveche. Los reyes aceptaron este acuerdo y situaron los 107 000 mrs. restantes en las alcabalas de Jérez de la Frontera.
Durante los años posteriores debió pleitar por el oficio de guarda mayor de Huete, que él alegaba tener en todo derecho por capitulaciones asentadas a la muerte de Enrique IV. Si en 1478 lograba que se revoque la provisión en favor de Alejo de Sandoval, hijo de su anterior poseedor, consta que en 1480 ninguno de los dos podía usar del oficio hasta que presentasen los títulos que cada uno tenía y se dilucidara sobre ello. A pesar de ello, Lope Vázquez de Acuña es mencionado como guarda mayor de Huete en la petición de una licencia para realizar la venta de unas casas en la ciudad de Cuenca. En 1495 parece que la cuestión estaba definitivamente zanjada en favor de los Sandoval.
Según muestran un par de documentos, también fue regidor de Cuenca hasta 1478, en que renunció el oficio y lo traspasó a Pedro de Barrientos. Previa autorización real fechada el 9 de diciembre de 1486, fundó mayorazgo el 10 de enero siguiente desde su fortaleza de Castil de Acuña y falleció poco después. Probablemente fue enterrado en el monasterio de San Francisco de Huete, donde había fundado una patronato sobre la capilla.

## Matrimonio y descendencia
El duque casó en primeras nupcias con María de Mendoza, hija tercera de Diego Hurtado de Mendoza, señor de Cañete y guarda mayor de Cuenca, y su esposa Teresa de Guzmán. Viudo y con numerosa posteridad, contrajo segundo matrimonio con Leonor de Aragón, cuya línea se desconoce y con la cual no tuvo hijos.
De su primer matrimonio con María de Mendoza nacieron:
- Alonso Carillo de Acuña, que fue presbítero, arcediano de Moya, dignidad de la iglesia conquense, canónigo de la Sede Primada de Toledo y protonotario de la Sede Apostólica.[17]
- Lope Vázquez de Acuña el Mozo, que continúa la sucesión como señor de Viana, Azañón y La Puerta, guarda mayor de los Reyes Católicos, casado con María de Contreras y Portugal, señora de la Puebla de la Horcada.[18]
- Hernán Vázquez de Acuña, casado con Mencía de Villodre, ambos ya fallecidos en 1480.[17]
- María de Mendoza, casada con Diego de Avellaneda, señor de la villa de Langa y lugar de Oradero, regidor de Toledo en 1465, trece de la Orden de Santiago etc.[19]
- Inés de Acuña, monja profesa y priora del Real Monasterio de Santo Domingo de Madrid.[19]
- Beatriz de Guzmán, casada con Antonio Ramírez de Sotomayor.[19]
- Teresa de Acuña, casada con Juan de Guzmán, caballero de Toledo.[19]